# Rue de la Rosière (Paris)
La rue de la Rosière est une voie du 15e arrondissement de Paris, en France.

## Situation et accès
La rue de la Rosière est une voie publique située dans le 15e arrondissement de Paris. Elle débute au 68, rue des Entrepreneurs et se termine au 51-55, rue de l'Église.

## Origine du nom

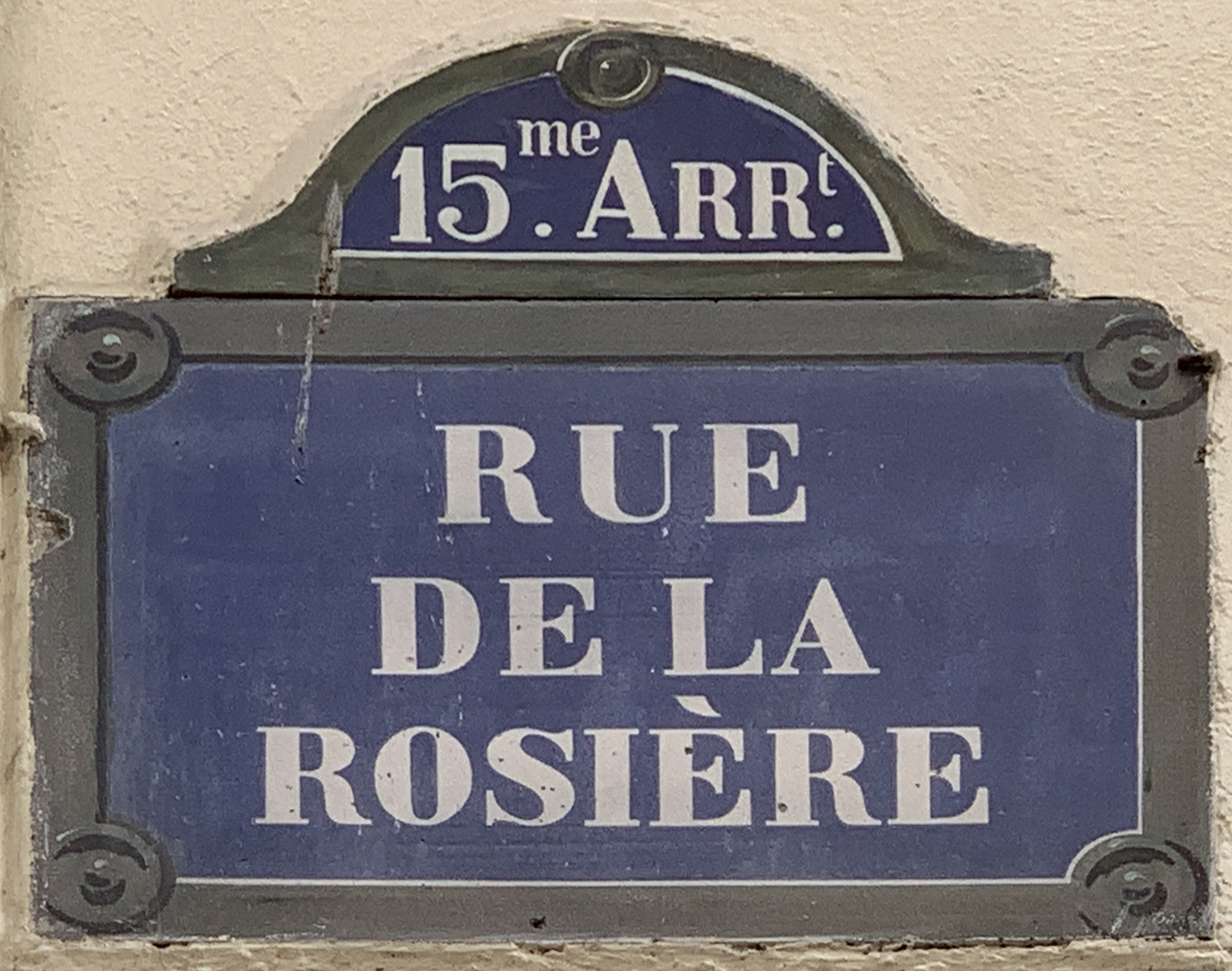
Plaque de la rue.

La rue doit son nom actuel à la rosière couronnée le 27 juin 1826 lors de la fête de création du village de Grenelle.

## Historique
La rue de la Rosière est une ancienne voie de la commune de Grenelle. Elle est tracée sur le plan cadastral de 1845 sous le nom de la « rue Imbault ». Elle intègre la nomenclature des rues de Paris par décret du 23 mai 1863.

## Bâtiments remarquables et lieux de mémoire
- No 6 : paroisse orthodoxe géorgienne Sainte-Nino de Paris (au sous-sol)[2].